# Phoracantha placenta
Phoracantha placenta là một loài bọ cánh cứng trong họ Cerambycidae.